# Groupe Royal Air Maroc
 (février 2015).
Si vous disposez d'ouvrages ou d'articles de référence ou si vous connaissez des sites web de qualité traitant du thème abordé ici, merci de compléter l'article en donnant les références utiles à sa vérifiabilité et en les liant à la section « Notes et références ».
Le Groupe Royal Air Maroc, créé en 2001, est considéré comme l'un des moteurs de l'économie marocaine. Le groupe est organisé autour de six pôles de croissance.

## Pôles métiers de base

### Le transport régulier
Il est assuré par les compagnies à dimensions nationales et internationales, filiales du groupe :
- RAM Express: Vols nationaux.
- Royal Air Maroc: Vols nationaux et internationaux,

### Le transport low cost
- Atlas Blue
- Depuis juillet 2010, Jet4you fait partie de la Royal Air Maroc qui détient 66 % du capital. Cette filiale a été cédée en 2012 à la compagnie aérienne belge JETAIRFLY.

### Le fret aérien
Le fret aérien est assuré par Atlas Cargo, qui achemine ainsi chaque année près de 30 000 tonnes de marchandises à destination ou en provenance de 37 pays d’Afrique, d’Amérique du Nord, d’Europe et du Moyen-Orient.

## Pôles métiers connexes

### Pôle hôtellerie
Atlas Hospitality est la filiale hôtelière du Groupe Royal Air Maroc. Cette entreprise spécialisée dans le développement et le management des unités hôtelières dispose aujourd’hui d’un parc de 2 700 lits répartis sur trois gammes de produits, positionnés sur le marché international du voyage et sur celui du tourisme interne. L'entreprise gère des hôtels de 3 à 5 étoiles répartis à travers le royaume.
Cette filiale a été cédée en 2012 par le groupe RAM.

### Pôle industriel
Le groupe dispose de trois centres industriels :
- Le Centre Industriel Aéronautique

Ce centre dispose d’une base industrielle d’une surface couverte de 41 600 m² constituée de deux hangars avion, d’ateliers de révision des équipements et accessoires avion, d’un centre de contrôle non destructif et de magasins aéronautiques.
- Snecma Morocco Engine Services (SMES)

Créée en 1999, SMES est née d’un partenariat entre le Groupe Royal Air Maroc et Snecma Services. Elle est spécialisée dans la révision des moteurs d’avion. Elle est actuellement le seul centre de révision agréé en Afrique pour la réparation des moteurs de type CFM56-3, équipant les avions Boeing 737-300/400/500.
- Matis Aerospace

Née d’un partenariat entre le Groupe Royal Air Maroc, le constructeur Boeing et Labinal, filiale du groupe SAFRAN, cette entreprise, basée à la technopole de Nouasser, est spécialisée dans la fabrication des câblages aéronautiques pour différents avionneurs (Boeing, Airbus, Dassault aviation...).

### Pôle innovations et services
- RAM Academy GMK

L’Institut du Transport Aérien de Royal Air Maroc, devenu RAM Academy GMK SAS, dispose d’une renommée internationale.
- Atlas multiservice

Il regroupe le traitement de toutes les opérations au sol relatives aux passagers ou aux avions.
- Atlas Catering

Cette entité est spécialisée dans la restauration, elle dispose d'une capacité totale est de six millions de repas par an.
- Atlas Online

Atlas Online, est spécialisée dans l’activité des centres d’appels.